# Ignacy Komorowski (kompozytor)
Ignacy Marceli Komorowski (ur. 13 stycznia 1824 w Warszawie, zm. 14 października 1857 tamże) – polski kompozytor i wiolonczelista.

## Życiorys
Uczył się u znanych polskich wiolonczelistów i skrzypków: J. Hornziela w zakresie gry na skrzypcach i J. Szablińskiego oraz A. Hermana w zakresie gry na wiolonczeli. Od 1850 pracował jako wiolonczelista w Teatrze Wielkim w Warszawie, a także wykonawca w gronach kameralnych części ze swoich pieśni.
Komorowski zmarł na gruźlicę. Pochowany na cmentarzu Powązkowskim w Warszawie (kw. 13-IV-29).
Był bratem Józefa Walentego, znanego aktora sceny warszawskiej.
Jan Lechoń zanotował w swym dzienniku pod datą 16 sierpnia 1950: 

Przypomniała mi się pieśń Ignacego Komorowskiego Kalina do słów Lenartowicza, a potem jego pomnik na Powązkach, jakiś chłopiec wiejski z wiankiem w rękach i napis „Śpiewakowi Kaliny”. Moja matka, ile razy chodziliśmy na Powązki, zawsze mnie prowadziła na ten grób także. I nieraz śpiewała Kalinę, a ja płakałem, rozumiejąc, że musi być bardzo nieszczęśliwa, skoro śpiewa tak strasznie smutne piosenki.

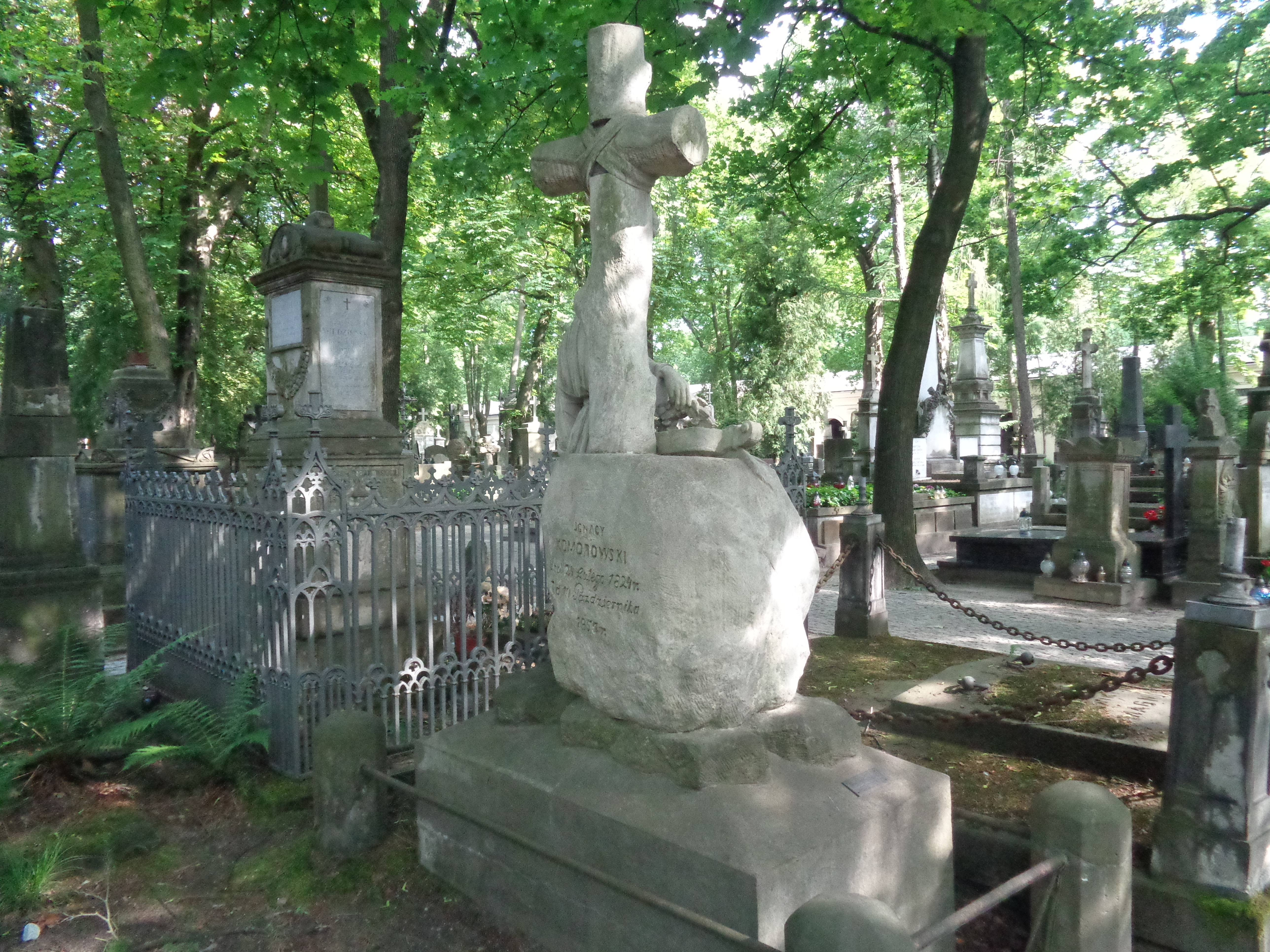
Grób Ignacego Komorowskiego na cmentarzu Powązkowskim

## Twórczość
W swojej twórczości starał się naśladować ryt Stanisława Moniuszki. Jest autorem kilku popularnych w XIX wieku pieśni:
- Kalina ze słowami T. Lenartowicza,
- Bo na tym świecie śmierć wszystko zmiecie znana też jako Pieśń masek z „Marii” A. Malczewskiego (wykonywana przez alt z towarzyszeniem chóru),
- Chociaż to życie idzie po grudzie do słów Wincenta Pola, w rytmie poloneza,
- Drzem sobie duszo do słów E. Wasilewskiego,
- Wisła,
- Ukrainiec,
- Maciek.